# Masters of the Universe (Film)
Masters of the Universe ist ein US-amerikanischer Science-Fiction- und Fantasy-Film aus dem Jahr 1987 von Garry Goddard. Er basiert auf der gleichnamigen Action-Figuren-Serie von Mattel. In den USA spielte er ca. 17,3 Millionen US-Dollar ein. Produziert wurde der Film von Cannon Films.

## Handlung
Der bösartige Imperator Skeletor hat die Herrschaft über den Planeten Eternia an sich gerissen und Castle Grayskull erobert. Er hält dessen Hüterin, die Zauberin von Castle Grayskull, gefangen und entzieht ihr ihre Lebensenergie, um kosmische Macht an sich zu reißen und damit zum Herrscher des Universums zu werden.
He-Man, Duncan (alias Man-at-Arms) und dessen Tochter Teela gehören zu den letzten freien Verteidigern Eternias. Bei einem Kampf gegen eine von Skeletors Patrouillen treffen sie den klugen Zwerg Gwildor, den Erfinder eines „Kosmischen Schlüssels“, der Tore durch Raum und Zeit öffnen kann. Evil-Lyn hat Gwildor das Geheimnis des Schlüssels gestohlen und Skeletor überbracht, der damit seinen Überraschungsschlag gegen die Eternier starten konnte. Allerdings besitzt Gwildor noch einen funktionierenden Prototyp und erklärt sich bereit, He-Man und seinen Freunden zu helfen.
Bei einem Versuch, die Zauberin zu befreien, werden die Freunde von Skeletors Truppen überrascht und benutzen den Schlüssel zur Flucht. Dabei landen sie zufällig auf der fernen Erde des Jahres 1987. Der kosmische Schlüssel gerät ihnen dabei abhanden und wird vom Teenager-Paar Julie und Kevin gefunden. Julie hat vor einem Jahr ihre Eltern bei einem Flugzeugabsturz verloren und macht sich Vorwürfe, da ihre Eltern ursprünglich den Tag mit ihr verbringen wollten. Als sie ablehnte, um den Tag stattdessen mit Kevin zu verbringen, entschlossen sie sich zu jenem schicksalshaften Flug.
Kevin, ein Amateurmusiker, hält den kosmischen Schlüssel (der mit Musik funktioniert) für einen modernen Synthesizer. Die unwissentliche Aktivierung des Schlüssels bringt Skeletor auf die Spur der Flüchtenden, und er schickt Kopfgeldjäger auf die Erde. He-Man und seinen Freunden gelingt es, den Schlüssel zu orten, und sie können Julie und Kevin noch vor dem Zugriff von Skeletors Gefolgsmännern retten. Dies veranlasst Skeletor, selbst mit einer Streitmacht auf die Erde zu kommen. He-Man gerät in Gefangenschaft und Skeletor kehrt mit ihm nach Eternia zurück. In Grayskull angekommen, reißt er die ultimative Macht an sich und verwandelt sich in ein gottähnliches Wesen. Er versucht He-Man mit Folter und Magie dazu zu bringen, sich ihm zu unterwerfen.
Duncan, Teela, Gwildor, Kevin und Julie, die von Skeletors Magie verletzt wurde, werden auf der Erde zurückgelassen, zusammen mit Gwildors Schlüssel, der beschädigt wurde. Gwildor kann ihn reparieren, erinnert sich aber nicht an die Notenfolge, die sie zurück nach Eternia bringen könnte und sich im nun gelöschten Speicher des Schlüssels befand. Kevin, der den Schlüssel hin und wieder aktivierte, erinnert sich an die Sequenz, und die Gruppe transportiert sich nach Castle Grayskull, wo es zur entscheidenden Schlacht kommt. He-Man kann sich befreien und Skeletor trotz dessen neuer Kraft im Zweikampf besiegen, seiner Macht berauben und einen tiefen Schacht hinunter werfen.
Julie wird von der Zauberin geheilt. Als Dank für ihre Hilfe schicken die Eternier sie und Kevin nicht nur zurück auf die Erde, sondern auch durch die Zeit. So kann Julie verhindern, dass ihre Eltern zu deren Flugreise aufbrechen. Sie und Kevin jedoch erinnern sich noch an die Abenteuer mit den Eterniern. In einem Kristall, den ihnen die Zauberin geschenkt hatte, sehen sie noch einmal den siegreichen He-Man und Castle Grayskull.

## Entstehung
Als Designer wurde William Stout beauftragt. Seine Hauptaufgabe war das Design des Thronsaals im Castle Grayskull. Als Maskenbildner wirkte Bud Westmore. Die Effekte verantwortete Richard Edlund in Zusammenarbeit mit Arthur Brewer. Noch während der Dreharbeiten geriet Cannon Films in finanzielle Probleme und die gesamte Produktion litt unter den Bedingungen. Die Dreharbeiten wurden schließlich beendet, bevor das eigentliche Finale realisiert wurde. Regisseur Goddard gelang es dann, dem Produzenten Golan weitere Drehzeit abzuringen. Mit einer Rumpfcrew und mit Anthony De Longis anstatt Frank Langella als Skeletor wurde dann doch der finale Kampf inszeniert.

## Synchronisation
Die deutschsprachige Synchronisation entstand durch Deutsche Synchron unter der Dialogregie von Michael Richter.
| Rolle                | Darsteller            | Sprecher                 |
| -------------------- | --------------------- | ------------------------ |
| He-Man               | Dolph Lundgren        | Manfred Lehmann          |
| Skeletor             | Frank Langella        | Engelbert von Nordhausen |
| Teela                | Chelsea Field         | Karin Buchholz           |
| Kevin Corrigan       | Robert Duncan McNeill | Charles Rettinghaus      |
| Julie Winston        | Courteney Cox         | Bettina Spier            |
| Blade                | Anthony De Longis     | Thomas Wolff             |
| Charlie              | Barry Livingston      | Hans-Jürgen Dittberner   |
| Detective Lubic      | James Tolkan          | Friedrich G. Beckhaus    |
| Duncan (Man-at-Arms) | Jon Cypher            | Frank Glaubrecht         |
| Evil-Lyn             | Meg Foster            | Viola Sauer              |
| Gwildor              | Billy Barty           | Hans-Werner Bussinger    |
| Saurod               | Pons Maar             | Eberhard Prüter          |
| Karg                 | Robert Towers         | Eberhard Prüter          |

## Veröffentlichung
Der Film startete am 17. Dezember 1987 in den deutschen Kinos. 
Gleichzeitig zum Film wurde das Computerspiel Masters of the Universe: The Movie veröffentlicht. Jedoch wurde die Handlung des Films so gut wie gar nicht übernommen. 
Die deutschen VHS-Kaufkassetten von Cannon sind um etwa eine Minute an Handlung gekürzt, im Speziellen um Szenen, die Julie mehr charakterisieren. Die Fernsehausstrahlungen dagegen sind (bis auf wenige erste Ausstrahlungen) alle ungekürzt.
Die deutsche DVD wurde am 6. November 2009 veröffentlicht.

## Kritiken
“Little kids at play have come up with craftier plots, better characterization and conceivably more spectacular effects – provided their mothers let them play with matches.”

„Kleine Kinder entwickeln beim Spielen pfiffigere Handlungen, bessere Charakterisierung und sicherlich auch bessere Spezialeffekte – vorausgesetzt ihre Mütter lassen sie mit Streichhölzern spielen.“

„Doof, aber effektvoll. 80er-Trash, dem man nicht böse sein kann.“

„Abenteuerliches Trivialepos, das populäre Spielzeugfiguren zu filmischem Leben erweckt; ein stumpfsinniges Schauerstück mit gelegentlichen ironischen Seitenhieben.“

„Der Streifen ist zu 100% auf die Käuferschar der He-Man-Spielfiguren ausgerichtet. Hauptdarsteller Lundgren strahlt als muskelbepackter Hüne den Charme der Plastikpuppe aus, die er verkörpert.“

- Der Film wurde am 18. September 2020 auf Tele 5 als Teil des Sendeformats Die schlechtesten Filme aller Zeiten ausgestrahlt.

## Auszeichnungen
Academy of Science Fiction, Fantasy & Horror Films
- Silberne Pergamentrolle 1988 für Regisseur Garry Goddard für Herausragende Leistungen;
- Nominierungen für die Saturn Awards 1988 in den Kategorien Bester Science-Fiction-Film, Beste Kostüme (Julie Weiss) und Beste Spezialeffekte (Richard Edlund);

Festival Internacional de Cinema do Porto (Fantasporto) 1988
- International Fantasy Film Award für die Besten Spezialeffekte;
- Nominierung für den International Fantasy Film Award für den Besten Film;

Goldene Himbeere 1988
- Nominierung in der Kategorie Schlechtester Nebendarsteller für Billy Barty;

## Fortsetzung
Nach den End Credits hebt sich Skeletor mit seinem Kopf aus einem See und sagt „I will be back“ („Ich komme wieder“), was eine Hintertür für eine geplante, aber nicht fertiggestellte Fortsetzung offenließ.
In der Fortsetzung sollte Laird Hamilton Dolph Lundgren als He-Man ersetzen und Albert Pyun sollte Regie führen. Teile der Fortsetzung mit dem Arbeitstitel Masters of the Universe II waren parallel zu einem Spider-Man-Film bereits gedreht, als die Produktionsfirma Cannon Films aufgrund finanzieller Probleme nicht mehr in der Lage war, ausstehende Zahlungen an Mattel zu leisten und daher die Rechte am Masters-of-the-Universe-Franchise verlor. Die Produktion wurde eingestellt und Teile des gedrehten Materials sowie Stab, Kulissen und Kostüme wurden für den Film Cyborg verwendet, dessen Regisseur ebenfalls Albert Pyun war. Das Budget für den zweiten Teil lag bei 4,5 Millionen US-Dollar, rund einem Viertel der Kosten für den ersten Teil. Cyborg wurde im US-amerikanischen Fernsehen zeitweise fälschlicherweise als Masters of the Universe II: The Cyborg gezeigt.
2004 verdichtete sich das Gerücht, dass John Woo einen neuen Masters-of-the-Universe-Film drehen möchte. Vielfach wurde über die Darsteller der Hauptfiguren He-Man und Skeletor spekuliert: Nicolas Cage war als Skeletor im Gespräch, dementierte dies aber, für He-Man wurden Paul Walker, Dwayne Johnson und Paul Levesque genannt. Das Drehbuch sollte Adam Rifkin verfassen. Da seine Entwürfe aber nicht überzeugen konnten und John Woo für längere Zeit doch nicht zur Verfügung stand, gab die Produktionsfirma Fox 2000 die Filmrechte an Masters of the Universe an Mattel zurück.
Im Frühjahr 2007 erschien eine Meldung über eine Neuverfilmung durch die Produktionsfirma Warner Brothers. Produzent Joel Silver (Matrix) soll beauftragt worden sein und er habe Justin Marks mit dem Verfassen eines Drehbuchs beauftragt.
Sony Pictures-Tochter Columbia Pictures gab im Frühjahr 2015 bekannt, dass Jeff Wadlow ein Drehbuch geschrieben habe und man bereit sei, die Arbeit an der Produktion aufzunehmen.
Nach mehreren vergeblichen Versuchen einer Neuverfilmung soll nun 2026 der von Amazon MGM Studios produzierte Film Masters of the Universe ins Kino kommen. 